# Villeneuve-la-Garenne (pictură de Sisley)
Villeneuve-la-Garennesau Sat pe malul Senei o pictură în ulei pe pânză din 1872 a pictorului francez Alfred Sisley aflată în Muzeul Ermitaj din Sankt Petersburg, Rusia.

## Istorie
Sisley a vizitat Villeneuve-la-Garenne realizând acolo cel puțin cinci tablouri. Compoziția sa amintește de Pe malul Senei, Bennecourt (1868 și aflată la Art Institute of Chicago) realizată de prietenul lui Sisley, Claude Monet. Chiar în afara cadrului din stânga se află podul orașului, subiectul picturii Pod la Villeneuve-la-Garenne (aflată la Metropolitan Museum of Art).
Sisley a vândut-o lui Paul Durand-Ruel la 24 august 1872. A fost achiziționată în 1898 de Piotr Șciukin din Moscova, apoi de Serghei Șciukin în 1912. După Revoluția din octombrie 1918, a intrat în colecția Muzeului de Artă Modernă Occidentală, înainte de a fi mutată la muzeul actual în 1948.